# 汐留ジャンクション

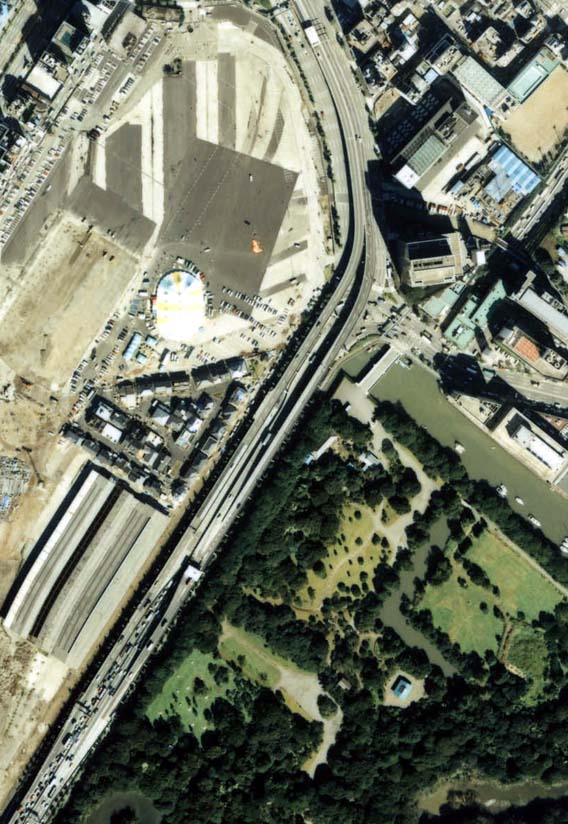
汐留JCTの航空写真。

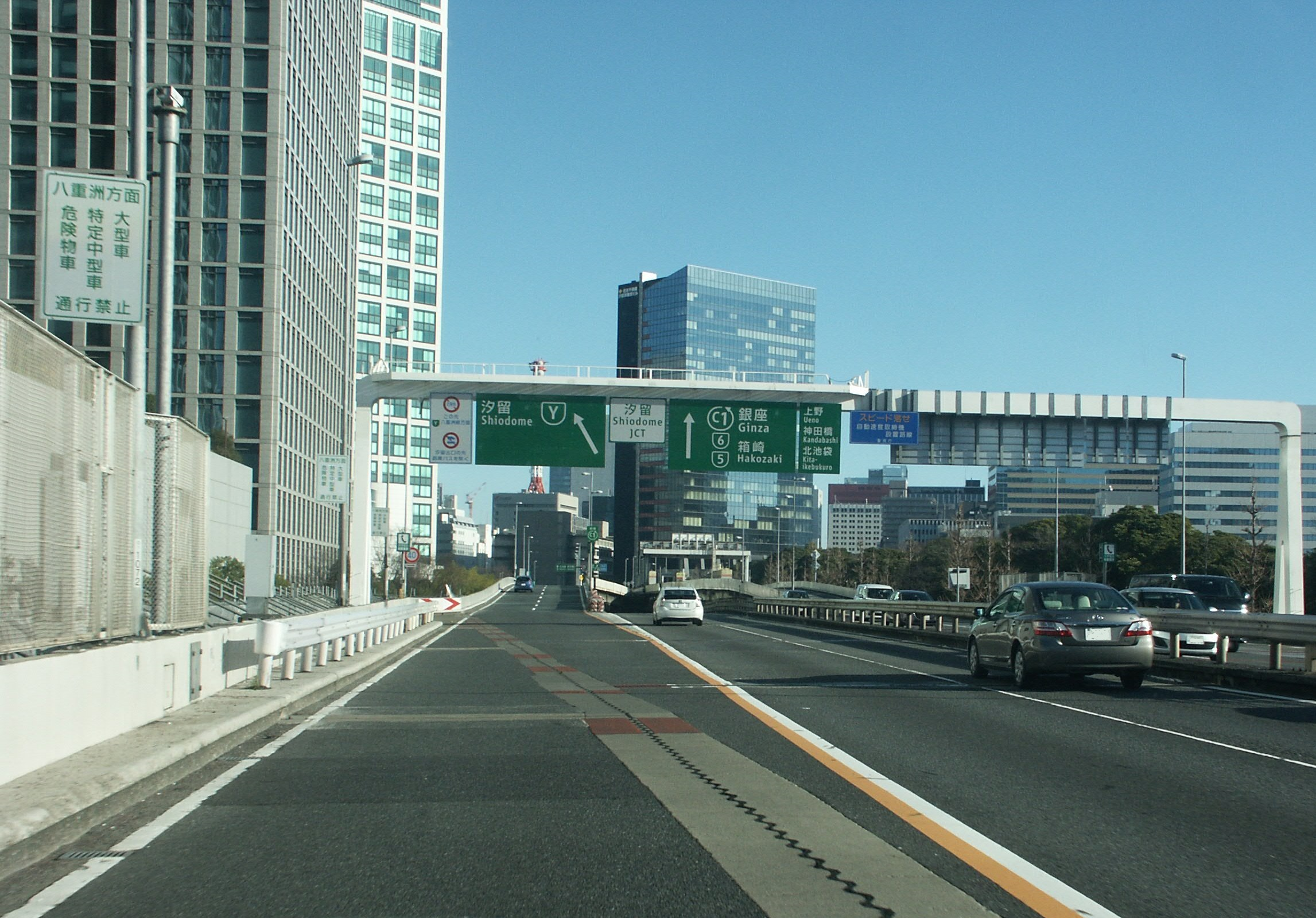
首都高速八重洲線との分岐付近

汐留ジャンクション（しおどめジャンクション）は、東京都中央区と港区の境界にあった首都高速道路都心環状線・八重洲線のジャンクションである。汐留出入口を併設している。
2012年7月8日より2013年12月15日まで、環状2号線のトンネル建設工事に伴う架け替え工事のため新橋出入口方面が通行止めとなったため、期間中はジャンクションとしての機能も休止した。
首都高速道路日本橋区間地下化事業の影響による東京高速道路の廃道化（自動車道事業の終了）が実施されることに伴い、2025年4月5日をもって当JCTは廃止され、汐留出入口のランプウェイとなっている。

## 接続する路線
首都高速都心環状線浜崎橋JCT方面↔首都高速八重洲線

## 隣
首都高速都心環状線
(15,16)銀座出入口 - 汐留JCT/(18)汐留出入口 - 浜崎橋JCT - (19)芝公園出入口
首都高速八重洲線（廃止）
汐留JCT（廃止） - 汐留乗継所（廃止）